# Hachinohe
Hachinohe (八戸市 Hachinohe-shi?) es una ciudad localizada en la prefectura de Aomori, Japón. En junio de 2019 tenía una población estimada de 223 666 habitantes y una densidad de población de 732 personas por km². Su área total es de 305,56 km².
Su puerto pesquero es el segundo más importante de la costa noreste de Honshu, pero ha sufrido una gran merma en su actividad tras el terremoto y tsunami de Japón de 2011. La economía de la ciudad está basada principalmente en el mar, el 30% de las capturas de pescado japonesas provienen de esta ciudad.

## Geografía

### Localidades circundantes
- Prefectura de Aomori
  - Gonohe
  - Hashikami
  - Nanbu
  - Oirase
- Prefectura de Iwate
  - Karumai

## Demografía
Según los datos del censo japonés, esta es la población de Hachinohe en los últimos años.
| 1995    | 2000    | 2005    | 2010    | 2015    |
| ------- | ------- | ------- | ------- | ------- |
| 249.358 | 248.608 | 244.700 | 237.615 | 231.257 |

## Transporte
- Transporte ferroviario: Por la estación de Hachinohe pasan varias líneas:
  - JR East
    - Tōhoku Shinkansen
    - Línea principal Tōhoku
    - Línea Hachinohe

  - Red Aoimori
    - Línea Aoimori

  - Red Hachinohe Rinkai (carga)

- Transporte aéreo:

La ciudad dispone de dos aeropuertos, el Aomori se encuentra a 45 minutos de la ciudad, y el Misawa a 40 minutos.
Por lo que la ciudad está a 1h10 de Tokio, 1h20 de Nagoya y a 1h30 de Osaka. También es posible volar a Sapporo, Hiroshima y Fukuoka.
- Transporte marítimo:
  - Puerto de Hachinohe

## Clima
Hachinohe tiene un clima subtropical húmedo, oceánico y continental. Los veranos son considerablemente más suave que en otras partes del Honshu porque la ciudad está muy cerca del mar, mientras que los inviernos son fríos con nevadas.
| Parámetros climáticos promedio de Hachinohe (1981–2010) | Parámetros climáticos promedio de Hachinohe (1981–2010) | Parámetros climáticos promedio de Hachinohe (1981–2010) | Parámetros climáticos promedio de Hachinohe (1981–2010) | Parámetros climáticos promedio de Hachinohe (1981–2010) | Parámetros climáticos promedio de Hachinohe (1981–2010) | Parámetros climáticos promedio de Hachinohe (1981–2010) | Parámetros climáticos promedio de Hachinohe (1981–2010) | Parámetros climáticos promedio de Hachinohe (1981–2010) | Parámetros climáticos promedio de Hachinohe (1981–2010) | Parámetros climáticos promedio de Hachinohe (1981–2010) | Parámetros climáticos promedio de Hachinohe (1981–2010) | Parámetros climáticos promedio de Hachinohe (1981–2010) | Parámetros climáticos promedio de Hachinohe (1981–2010) |
| Mes                                                     | Ene.                                                    | Feb.                                                    | Mar.                                                    | Abr.                                                    | May.                                                    | Jun.                                                    | Jul.                                                    | Ago.                                                    | Sep.                                                    | Oct.                                                    | Nov.                                                    | Dic.                                                    | Anual                                                   |
| ------------------------------------------------------- | ------------------------------------------------------- | ------------------------------------------------------- | ------------------------------------------------------- | ------------------------------------------------------- | ------------------------------------------------------- | ------------------------------------------------------- | ------------------------------------------------------- | ------------------------------------------------------- | ------------------------------------------------------- | ------------------------------------------------------- | ------------------------------------------------------- | ------------------------------------------------------- | ------------------------------------------------------- |
| Temp. máx. media (°C)                                   | 2.6                                                     | 3.2                                                     | 7.0                                                     | 13.7                                                    | 18.3                                                    | 20.6                                                    | 24.3                                                    | 26.5                                                    | 23.1                                                    | 17.9                                                    | 11.6                                                    | 5.5                                                     | 14.5                                                    |
| Temp. mín. media (°C)                                   | −4.2                                                    | −4.0                                                    | −1.3                                                    | 3.8                                                     | 8.7                                                     | 12.8                                                    | 17.1                                                    | 19.3                                                    | 15.2                                                    | 8.5                                                     | 2.6                                                     | −1.6                                                    | 6.4                                                     |
| Precipitación total (mm)                                | 42.8                                                    | 40.1                                                    | 52.0                                                    | 64.3                                                    | 89.3                                                    | 105.8                                                   | 136.1                                                   | 128.8                                                   | 167.6                                                   | 87.2                                                    | 62.0                                                    | 49.1                                                    | 1025.1                                                  |
| Nevadas (cm)                                            | 77                                                      | 75                                                      | 47                                                      | 3                                                       | 0                                                       | 0                                                       | 0                                                       | 0                                                       | 0                                                       | 0                                                       | 6                                                       | 40                                                      | 248                                                     |
| Horas de sol                                            | 130.8                                                   | 129.6                                                   | 168.1                                                   | 188.9                                                   | 197.0                                                   | 167.7                                                   | 148.5                                                   | 167.1                                                   | 143.6                                                   | 161.3                                                   | 133.3                                                   | 124.5                                                   | 1860.4                                                  |
| Humedad relativa (%)                                    | 70                                                      | 70                                                      | 67                                                      | 65                                                      | 71                                                      | 81                                                      | 83                                                      | 82                                                      | 79                                                      | 73                                                      | 70                                                      | 70                                                      | 73.4                                                    |
| Fuente: Japan Meteorological Agency                     |                                                         |                                                         |                                                         |                                                         |                                                         |                                                         |                                                         |                                                         |                                                         |                                                         |                                                         |                                                         |                                                         |

## Personas ilustres
- Marimo Ragawa, dibujante de manga.
- Hani Motoko, periodista, escritora y educadora japonesa, considerada la primera periodista en la historia de Japón.[7]

## Relaciones internacionales

### Ciudades hermanadas
- Federal Way, Estados Unidos – desde el 1 de agosto de 1993
- Tacoma, Estados Unidos – desde 1995
- Puerto de Manila, Filipinas – desde 2000